# Fuji Bikes
Fuji Bicycles ist ein japanischer Fahrradhersteller. Entstanden aus der 1899 gegründeten japanischen Fahrradhersteller Nichibei Fuji Jitensha K.K. (日米富士自転車株式会社, engl. Nichibei Fuji Cycle Company, Ltd.) gehört sie heute Advanced Sports International Inc. und wird von dieser weltweit vertrieben.

## Geschichte

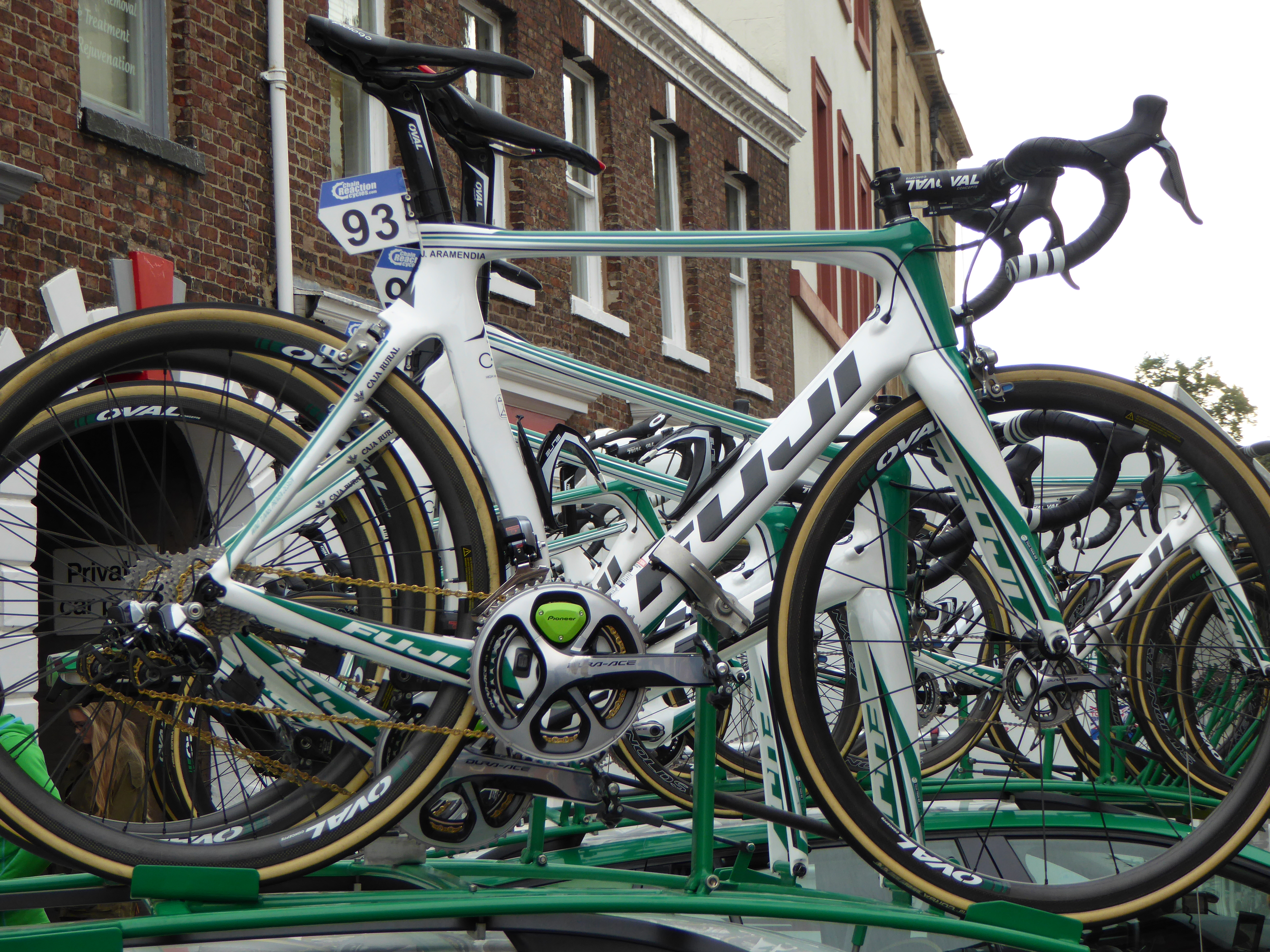
Fuji-Rad des Teams CJRbei der 2016 Tour of Britain

Nichibei-Fuji wurde 1899 gegründet und importierte zunächst Räder aus den USA und England. Die Marke ist nach dem höchsten Berg Japans, dem Fuji benannt. Im Laufe der Zeit begann die Firma mit der Produktion eigener Fahrräder und exportierte sie ab 1919 für ganz Asien. In den 1920er Jahren gewannen Fahrer mit Fuji verschiedene Radrennen in Japan. In den 1950 wird die Toshoku America, Inc. gegründet, die Fuji-Räder exklusiv in den USA vertreibt. Auf dem US-Markt wurden bis in die 1970er-Jahre Fuji-Räder von Händlern unter diversen Namen angeboten wie etwa Sears & Roebuck. Dennoch eröffnete Fuji 1971 eine eigene Niederlassung in New York und brachte als erste japanische Firma Räder mit dem eigenen Namen auf den US-Markt. Im gleichen Zeitraum wurde das erste Rad mit der Shimano-Spitzengruppe Dura-Ace produziert. Eine Reihe von Innovationen, wie leichtere Chromoly-Rahmen erhöhten die Reputation der Marke in den USA.
1974 begann Fuji die US-Frauen-Nationalmannschaft der Radrennfahrerinnen als „Fuji-Suntour“ zu fördern – zehn Jahre bevor der Frauenradsport eine olympische Disziplin wurde. Die Firma ist der älteste Sponsor des Frauenradsports überhaupt.
In den 1990er-Jahren wurde Advanced Sports, Inc. gegründet, welche Fuji America und den weltweiten Vertrieb übernahm. Die Räder werden heute in Taiwan und Polen hergestellt.

## Räder
Am bekanntesten ist Fuji für seine Rennräder und Bahnräder (Keirin) für Profi-Sport. Daneben stellt Fuji MTBs und Trekkingräder her. Mit dem Track Elite wurde ein Carbon-Bahnrahmen aufgelegt, der sich an den klassischen Rahmen der Firma orientiert.

## Sponsoring
Bekannt ist das Unternehmen als Ausstatter verschiedener internationaler Radsportteams, darunter die ehemalige Mannschaft Geox-TMC und von 2013 bis 2014 das deutsch-britische Team NetApp-Endura.